# AN.TAḪ.ŠUM-Fest

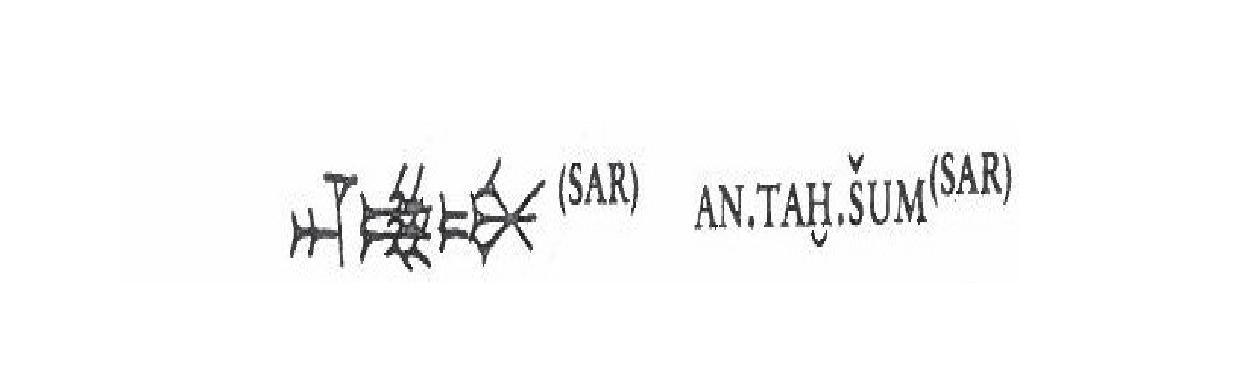
Schriftzug und Transliteration

Das AN.TAḪ.ŠUM-Fest war vermutlich das bedeutendste Opferfest der Hethiter. Es fand im Frühjahr statt und dauerte zwischen 35 und 40 Tagen. Benannt ist das Fest nach einer Frühlingspflanze. Der größte Teil der Feierlichkeiten wurde in der hethitischen Hauptstadt Ḫattuša abgehalten, daneben fanden aber auch mehrtägige Kultreisen statt, wobei wichtige Städte in der Umgebung der Hauptstadt aufgesucht wurden, darunter die beiden heiligen Städte Arinna und Zippalanda. Die das Fest betreffenden Texte sind im Catalogue des Textes Hittites unter den Nr. 604–621 und 625 geführt.

## Die AN.TAḪ.ŠUM-Pflanze
Die AN.TAḪ.ŠUM-Pflanze war ein Zwiebelgewächs, vermutlich eine Krokusart, aber auch Knoblauch und Fenchel werden vorgeschlagen. Sie muss eine Frühlingspflanze sein, die das Frühlingserwachen zu neuem Leben symbolisierte. Die Pflanze wurde am ersten, am 32. und 33. Tag des Festes zusammen mit anderen Speisen den Göttern geopfert. Zum Kultinventar gehörte eine große AN.TAḪ.ŠUM-Pflanze aus Gold, die mehr als eine Mine (etwa 500 Gramm) wog.

## Das AN.TAḪ.ŠUM-Fest

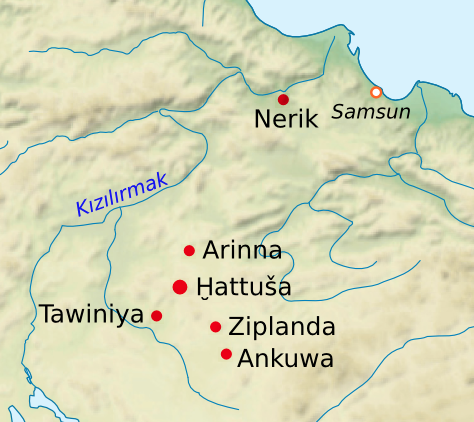
Lage hethitischer Kultorte. Zu beachten ist, dass nur die Lage von Ḫattuša gesichert ist.

Das AN.TAḪ.ŠUM-Fest ist seit der Großreichszeit bezeugt und dauerte ursprünglich 35 Tage. Später wurde es um 3 Tage erweitert und seit Tudḫaliya IV. dauerte es 40 Tage. Da das Fest ziemlich aufwändig war, dürfte es nach Meinung einiger Forscher nicht alljährlich gefeiert worden sein. Das Fest setzte sich aus verschiedenen lokalen Frühlingsfesten zusammen, die zu einem staatlichen Opferfest zusammengefasst wurden, bei dem das Königspaar eine bedeutende Rolle einnahm.
Das Fest wird in vier Übersichtstafeln beschrieben, die älteste stammt aus dem 14. Jahrhundert v. Chr. die jüngste von König Tudḫaliya IV., der das Fest neu ordnete. Auch sein Vorgänger Šuppiluliuma I. hatte das Fest neu geregelt, zudem gibt es Hinweise, dass Muwattalli II. ebenfalls am Fest Neuerungen vornahm.
Während der ganzen Zeit des AN.TAḪ.ŠUM-Festes wurde an verschiedenen Örtlichkeiten die „Große Versammlung“ abgehalten.

### Ablauf des Festes
Am ersten Tag reisen der König und die Königin nach Taḫurpa, wo der Sonnengöttin von Arinna und der lokalen Sonnengöttin Taḫurpištanu, dem Pferdegott Pirwa und der Göttin Ammamma geopfert wird. Anderntags findet ein Wettlauf der Palastgarde bei Tippuwa, einem Vorort von Ḫattuša, statt, das der König von einer erhöhten Stelle aus beobachtet. Der Sieger darf danach das Halfter halten, während der König vom Wagen steigt, um zu opfern. Zurück in Ḫattuša unterzieht sich das Königspaar kultischen Waschungen.
Am dritten Tag beginnt die Kultreise der göttlichen kurša-Tasche, eine Art kultisches Vlies, des Zitḫariya. Es wird zuerst von Arinna nach Ḫattuša gebracht, am vierten Tag nach Tawiniya. An diesem Tag findet in der Hauptstadt ein Schlachtopfer im Tempel des Kriegsgottes Zababa statt. Nach der Übernachtung in Ḫiyašna kehrt das kurša von Tawiniya nach Ḫattuša zurück und wird dort zum Tempel der Korngöttin Ḫalki gebracht, worauf das Vorratsgefäß neben dem Wettergott von Zippalanda geöffnet wird. Es folgt ein dreitägiges Opferfest mit Rinder- und Schafopfern; Erde wird vom ḫeštu-Haus (Beinhaus, Totentempel) hergebracht.
Am achten Tag fährt der König nach Arinna, wobei er unterwegs mehrere heilige Haine aufsucht. Er übernachtet in Arinna, während die Königin im Königinnenpalast in Ḫattuša schläft. Am neunten Tag legt der König in Arinna die AN.TAḪ.ŠUM-Pflanze nieder, dasselbe macht die Königin im Königinnenpalast in Ḫattuša. Am zehnten Tag kehrt der König nach Ḫattuša zurück.
In den folgenden Tagen finden die Feierlichkeiten in der Hauptstadt statt. Am elften Tag wird das alte Jahr in Form einer Hieroglyphe in den ḫeštu-Haus genannten Totentempel getragen und auf eine Liege gebettet. Nach Räucherritualen folgen Speise-, Trank- und Tieropfer, darunter acht schwarze Schafe, für den Totengott Lelwani und andere Gottheiten. Auch die vergangenen sechs Jahre werden beopfert. Die Zeremonien im Totentempel enden mit dem Ruf „Vorhang!“. Am selben Tag findet ein Pferderennen statt, wobei als Siegerpreis eine Kupfersichel verliehen wird.
Am zwölften Tag beginnt das mehrtägige Fest im Tempel des palaischen Wettergottes Ziparwa. Gleichzeitig wird das große Weizen-Vorratsgefäß des Wettergottes von Ḫatti geöffnet und im Tempel der Sonnengöttin von Arinna das ḫadauri-Schlachtfest mit Schafopfer gefeiert. An den folgenden Tagen werden mehrere Feiern, Libationen und Schlachtopfer für verschiedene Gottheiten durchgeführt, an denen das Königspaar und die Prinzen teilnehmen. Ein Teil dieser Feierlichkeiten wird am Buchsbaumhain bei der Stele des Wettergottes zelebriert.
Am 16. Tag zieht ein Festzug mit Musik und Tanz zum Tempel des Zababa. Rot gekleidete Schauspieler drehen sich, die Hände hochhaltend, neben dem Königspaar. Nachdem dieses im Tempelhof kultisch gereinigt wurde, werden im Tempel Schaf- und Weinopfer für Zababa und die Throngöttin Ḫalmašuit dargebracht. Danach opfert der König der Statue des Ḫattušili I. Wein und verneigt sich vor ihr. Nachdem sich das Königspaar auf einen Thron gesetzt hat, folgt eine Zeremonie mit den Insignien der Königswürde, Lituus, Goldlanze und Szepter. Auf den Ruf „Musik! Musik!“ betreten Leierpieler den Tempel und musizieren. Es folgen unter Musikbegleitung Wein- und Brotopfer für verschiedene Gottheiten. Dann erscheinen Hundemänner und Jäger, Schmiede bringen zwei silberne Stierrhyta herbei. In den folgenden Trinkritualen spielen zwei Flöten für die Berggöttin Ḫulla, dann die Leier für Telipinu und schließlich für Zababa ein Ensemble aus Trommeln, Leiern und Sängern.
Am 17. Tag feiert das Königspaar im Tempel der Gottheit Ḫannu, während ein Prinz im Tempel des Wettergottes ein Schlachtopfer durchführt. Anderntags ehrt die Königin im ḫalentu-Haus die Sonnengöttin von Arinna, der König aber opfert im „Haus der Reinheit“ dem Wettergott Piḫaššašši (luwisch: „der des Blitzes“). Auch am nächsten Tag, nachdem der König den Buchsbaumhain besucht hatte, wird dem Wettergott Piḫaššašši geopfert und nach einem Orakel noch dem Wettergott von Nerik. Auch Ḫebat und die Sonnengöttin von Arinna werden beopfert.
Vom 20. bis zum 27. Tag sind die Angaben der überlieferten Texte zum Teil widersprüchlich, so dass der genaue Verlauf schwer rekonstruierbar ist. Offenbar sind diese Unklarheiten Folgen von mehreren Änderung des Festablaufs durch spätere Könige, besonders durch Tudḫaliya IV. Offenbar wurde in früherer Zeit an diesen Tagen der Schutzgott von Tauriša verehrt, ob in Tauriša selbst oder in seinem Tempel in der Hauptstadt ist unklar. Vermutlich an einem dieser Tage wurde auch das Opferfest im Wald von Tauriša gefeiert, das nach allgemeiner Ansicht am 32. Tag gefeiert wurde.  Später wurde dann stattdessen in Ḫattuša das Fest der Šauška von Ḫattarina gefeiert, welches rein hurritisches Gepräge zeigt.
Am 20. und 21. Tag werden in verschiedenen Tempeln der Hauptstadt ḫadauri-Schlachtopfer durchgeführt, wobei mehreren Gottheiten Schafe geopfert werden. Am 22. Tag verehren im Tempel der Torgöttin Aškašepa der König und die Königin Šauška von Ḫattarina und anderntags verehren sie im „Garten der Geheimnisse“ den Schutzgott von Tauriša und Ea. Die folgenden Tage sind ausschließlich der Šauška von Ḫattarina und ihrem Kreis gewidmet. Die Rituale werden von der Königin geführt. Zur Verehrung gehört ein Tanz der „Herren“ mit der mit roter Wolle umwickelten Axt der Göttin und abendliche kulumurši-Rituale. Zusammen mit der Göttin werden ihre beiden Dienerinnen Ninatta und Kulitta sowie andere hurritische Gottheiten verehrt. Am 27. endet das Fest der Šauška von Ḫattarina.
Am 28. Tag verehrt der König den Gott Karmaḫili und den Berg Tapala. Anderntags opfert er im Tempel des Weisheitsgottes Ea; verehrt werden deabei Ea, dessen Frau Damkina, der babylonische Schreibergott Nabû, dann Madi und Ḫazzizzi, beides Kultnamen von Ea mit der Bedeutung „Weisheit“, dann Eas Diener Izzummi und andere Gottheiten. Am 30. und 31. Tag werden dann noch die Muttergöttin und der Wettergott von Ḫuršanašša verehrt.
Am 32. Tag geht das Königspaar zum Tempel der Schutzgottheit, wo eine mehrtägige Kultreise vorbereitet wird. Danach wird das Bild des Berggottes Puškurunuwa auf einen Wagen geladen. Anderntags fährt das Königspaar nach Ḫaitta, wo es übernachtet. Am nächsten Morgen fahren sie auf den Berg Puškurunuwa wo heilige Hirsche gehalten werden und denen der König ein Trankopfer darbringt. Auch der Berg Puškurunuwa und die Quelle Weriyatu, sowie andere Gottheiten, erhalten Opfer. Neben Speise- und Weinopfern werden auch AN.TAḪ.ŠUM-Pflanzen geopfert. Es folgt ein Trinkritual zur Besänftigung des Berggottes, der zusammen mit anderen Gottheiten angerufen wird, darunter der „Bergkönig“ Idari.
Übernachtet wird dann in der Stadt Ḫarranašši, wo das Königspaar die Sonnengöttin von Arinna und den Wettergott von Zippalanda verehren, gleichzeitig werden Opfertiere nach Zippalanda getrieben, wo am 36. Tag ein Opferfest gefeiert wird, wobei auch der dortige heilige Berg Daḫa aufgesucht wird. Am 37. Tag führt die Kultreise schließlich nach Ankuwa. Hier wird im Tempel der Stadtgöttin Kataḫḫa einer großen Anzahl Gottheiten, mehrheitlich hurritischer Herkunft, geopfert. Dann werden an verschiedenen Stellen im Tempel AN.TAḪ.ŠUM-Pflanzen hingelegt. Es folgt ein Losorakel. Am 38. Tag wird in Ankuwa das Regenfest für den Wettergott des Donners gefeiert, dem aus einem Stierrhyton geopfert wird, Trommeln, galgaturi-Instrumente und Gesang begleiten das Trinkritual. Aus Zippalanda werden zwei weiße und zwei schwarze Donnerbrote hergebracht. Danach werden dem König nacheinander drei gesalzene Penisse geschlachteter Opfertiere vorgehalten, der sie jeweils mit seinem Krummstab kurz berührt. Dann folgen weitere Rituale zur Stärkung des Königspaares. Dabei werden verschiedene Berggötter angerufen, herbeizueilen mit der Aufforderung: „Die gute Botschaft soll die erstarkte Majestät und die Tawananna auf dem Thron finden, und es soll dazu kommen, dass Freude herrscht.“